# Perisama hilara
Perisama hilara är en fjärilsart som beskrevs av Osbert Salvin 1869. Perisama hilara ingår i släktet Perisama och familjen praktfjärilar. Inga underarter finns listade i Catalogue of Life.